# Дано (Буркіна-Фасо)
Дано (фр. Dano) - місто і міська комуна в Буркіна-Фасо, у Південно-Західної області. Адміністративний центр провінції Іоба.

## Географія
Місто розташоване на заході центральної частини країни, на висоті 287 м над рівнем моря . Крім власне міста Дано міська комуна включає ще 22 села.

## Клімат
Середня річна температура в Дано становить 28,2 °C. Річна норма опадів становить 955,8 мм, при цьому протягом року опади поширені вкрай нерівномірно. Самий вологий місяць - серпень (231,9 мм), а найпосушливіший місяць - січень (1,6мм).

## Населення
За даними на 2013 рік чисельність населення міста становила 20922 людини . Населення міської комуни Дано за даними перепису 2006 року становить 43 829человек. Переважна етнічна група - дагарі.
Динаміка чисельності населення міста по роках:
| 1996  | 2005  | 2006  | 2013  |
| ----- | ----- | ----- | ----- |
| 11202 | 14131 | 16085 | 20922 |